# Jean-Claude Morellet
Jean-Claude Morellet (apodado el zorro francés del desierto o Fenouil), nacido en Yaundé, es un periodista francés, escritor, piloto de motos y coches, diseñador y organizador de rally raid, antiguo director del Paris-Dakar. En 1974 trazó el primer recorrido del París-Dakar para Thierry Sabine.

## Biografía
Como periodista ha trabajado para Arts, Positif, Jeune Afrique. Más tarde para Moto Journal, Europe N.º1, y diferentes periódicos 4X4. Durante 8 años ha mantenido sección semanal en La Vie de l’Auto. Periodista también para varios periódicos rusos.
Como escritor ha publicado 12 libros, novelas y relatos de viajes, algunos de ellos traducidos al italiano. Creador y organizador del 1.º Rally de Túnez, en 1982, funda el Rally de los faraones y el Rally de la Paz Egipto-Israel en 1994. En 1974 trazó el primer recorrido del París-Dakar para Thierry Sabine. Ha corrido los 13 primeros París-Dakar para BMW, Yamaha, Mitsubishi, Peugeot. En 2010 crea el Rallye des Mille et Une Nuits Classic.

## Resultados

### Rally Dakar
| Año                           | Categoría                   | Vehículo                    | Copiloto                    | Posición                    | Etapas                      |
| Participaciones como piloto   | Participaciones como piloto | Participaciones como piloto | Participaciones como piloto | Participaciones como piloto | Participaciones como piloto |
| ----------------------------- | --------------------------- | --------------------------- | --------------------------- | --------------------------- | --------------------------- |
| 1979                          | Motos                       | BMW                         | Sin copiloto                | Ret.                        | -                           |
| 1980                          | Motos                       | BMW                         | Sin copiloto                | 5.º                         | -                           |
| 1981                          | Motos                       | BMW                         | Sin copiloto                | 4.º                         | -                           |
| 1982                          | Motos                       | BMW                         | Sin copiloto                | Ret.                        | -                           |
| 1983                          | Motos                       | BMW                         | Sin copiloto                | 9.º                         | 1                           |
| 1984                          | Motos                       | Yamaha                      | Sin copiloto                | 11.º                        | -                           |
| 1985                          | Motos                       | BMW                         | Sin copiloto                | Ret.                        | -                           |
| 1992                          | Motos                       | Yamaha                      | Sin copiloto                | Ret.                        | -                           |
| Participaciones como copiloto |                             |                             |                             |                             |                             |
| 1987                          | Coches                      | Mitsubishi                  | Kenjiro Shinozuka           | 3.º                         | 1                           |
| 1988                          | Coches                      | Range Rover                 | Patrick Zaniroli            | Ret.                        | -                           |
| 1989                          | Coches                      | Peugeot                     | Guy Fréquelin               | 4.º                         | 2                           |
| 1990                          | Coches                      | Peugeot                     | Björn Waldegård             | 2.º                         | 3                           |
| Fuente:                       |                             |                             |                             |                             |                             |